# Караджорджево
Караджорджево (серб. Карађорђево) — село в Сербії, належить до общини Бачка-Топола Північно-Бацького округу в багатоетнічному, автономному краю Воєводина.

## Населення
Населення села становить 590 осіб (2002, перепис), з них:
- серби — 535 — 90,67%;
- мадяри — 21 — 3,55%;
- бунєвці — 9 — 1,52%;

Решту жителів  — з різних етносів, зокрема: хорвати, югослави, чорногорці і кілька русинів-українців.